# 冰間湖

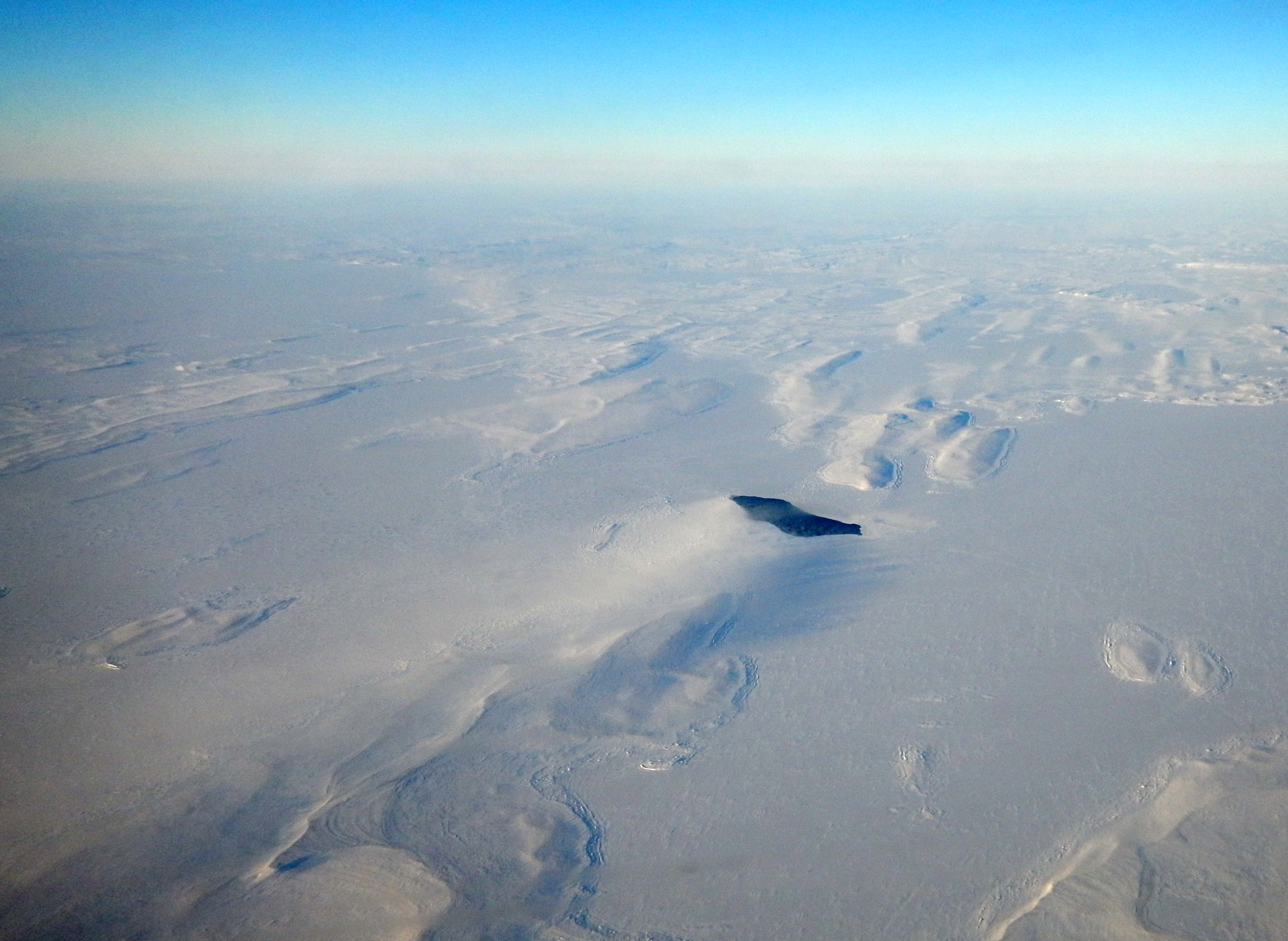
在哈德遜灣西岸附近生成，有可能因潮汐流而保持不凍的冰間湖，其上因寒冷天氣而凝結生成的煙羽清晰可見

冰間湖（英語：Polynya；/pəˈlɪnjə/），又譯冰中湖，是一片被海冰包圍的開放水體，作為地理學術語時則指在毗連的浮冰或岸冰內的不凍海域。該術語原文為一來自俄語（俄語發音：[pəɫɨˈnʲja]）的借詞，意指「天然冰洞」，並在19世紀開始被極地探險家用來描述冰洋內可航行的部分。
冰間湖主要可分為兩種，分別是全年都可在南極和北極沿海附近發現，形成原因為附在海岸的冰被強風推離至外海的沿海冰間湖（Coastal Polynyas）；以及一種偶然生成在尤其是南極洲周邊冰堆的洋中冰間湖（Mid-sea Polynyas），又稱大洋冰間湖（Open-sea Polynyas）。後者最著名的其中一個例子是溫德爾冰間湖，它由於位在拉扎列夫海的毛德海隆海底山上，因此另稱毛德海隆冰間湖（Maud Rise Polynya）。其在1973年9月第一次被發現，隨後連續兩年冬季（1974–1976）皆未被冰封，並在2017年9月重新出現。

## 形成
沿海冰間湖主要通過兩種過程形成：

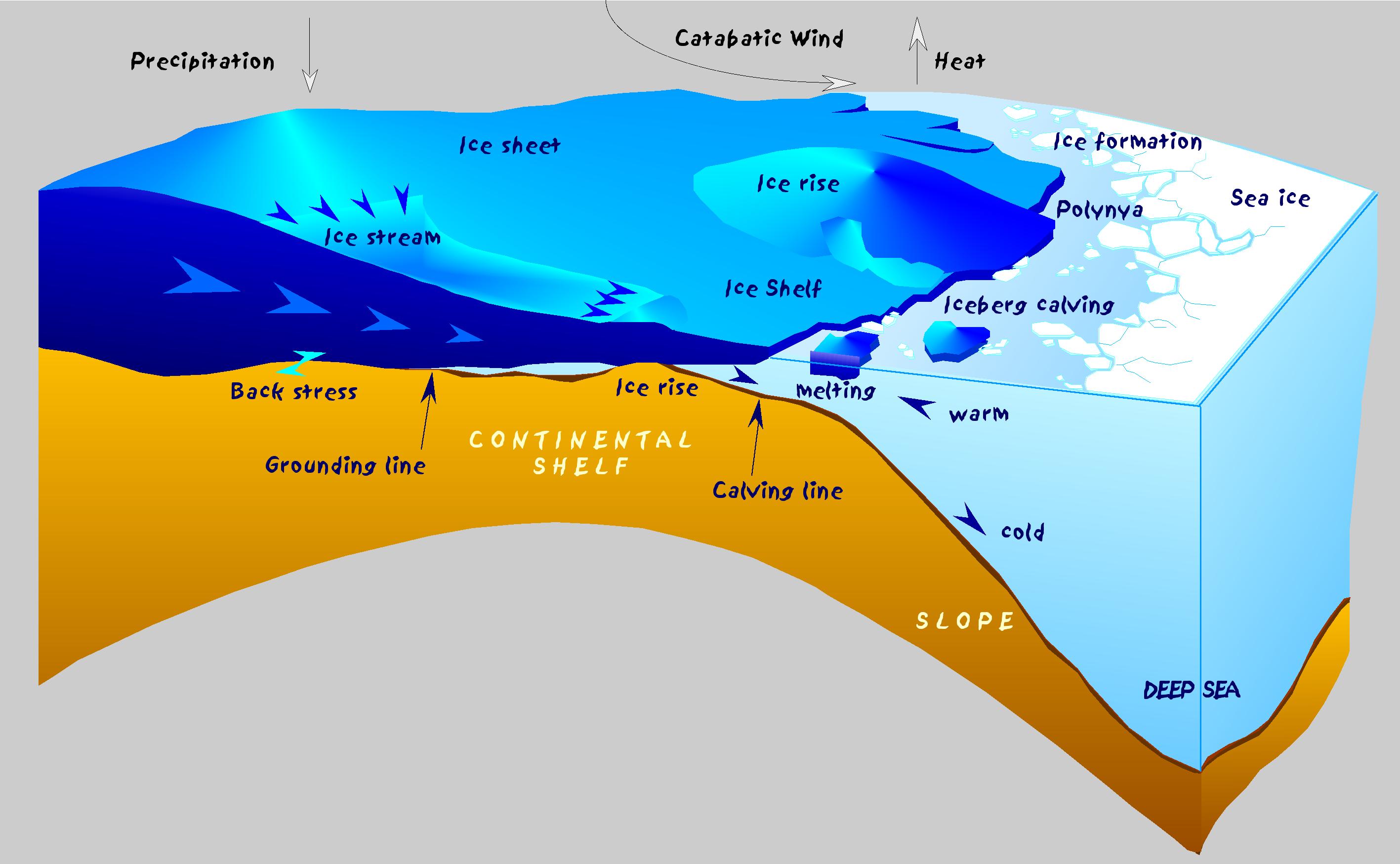
因下降風而生成的南極沿海冰間湖

- 感熱冰間湖（Sensible heat polynya）：受熱力學左右，通常在水面溫度因溫水上湧而保持在冰點或以上，使得冰層生長速度放緩或完全停止時出現的冰間湖
- 潛熱冰間湖（Latent heat polynya）：在下降風將冰從岸冰（英语：fast ice）、冰橋（英语：ice bridge）和海岸線等固定邊界推離時形成的冰間湖。最初一年的浮冰被推離至外海，形成冰間湖的時候會留下一片開放水域，其中生成新的海冰。新冰之後會順風漂向頭一年的浮冰那邊，並與之凝固在一起。這過程會隨著時間的推移而持續下去，因此潛熱冰間湖可說是南極海冰的主要形成來源

洋中冰間湖只在合乎先決條件，且風力大到足夠讓浮冰漂向相反方向並推開堆冰時，才會於符合特定天氣條件的大洋區域內出現。极地涡旋是其中一個觸發洋中冰間湖生成的典型因素，箇中原因在於氣旋本身的強風會以相反的方向將浮冰推離風眼。

### 南極底層水
南極底層水（Antarctic Bottom Water，AABW）是存在於南冰洋的深海帶內，對全球翻轉環流具關鍵作用的高濃度鹽水，而沿海冰間湖（潛熱冰間湖）正是這些底層水的其中一個來源。鄰近冰間湖的海冰在形成時會因為鹽水排斥的緣故，導致周圍的海水鹽度增加。相比起普通海水，高鹽度海水有著更大的密度，後者會一直下沉至深海，形成AABW。當冰塊遠離海岸、隨風移動時，南極冰間湖便因此生成，隨後湖體凍結，再因鹽水排斥而生成另一塊海冰。

## 生態

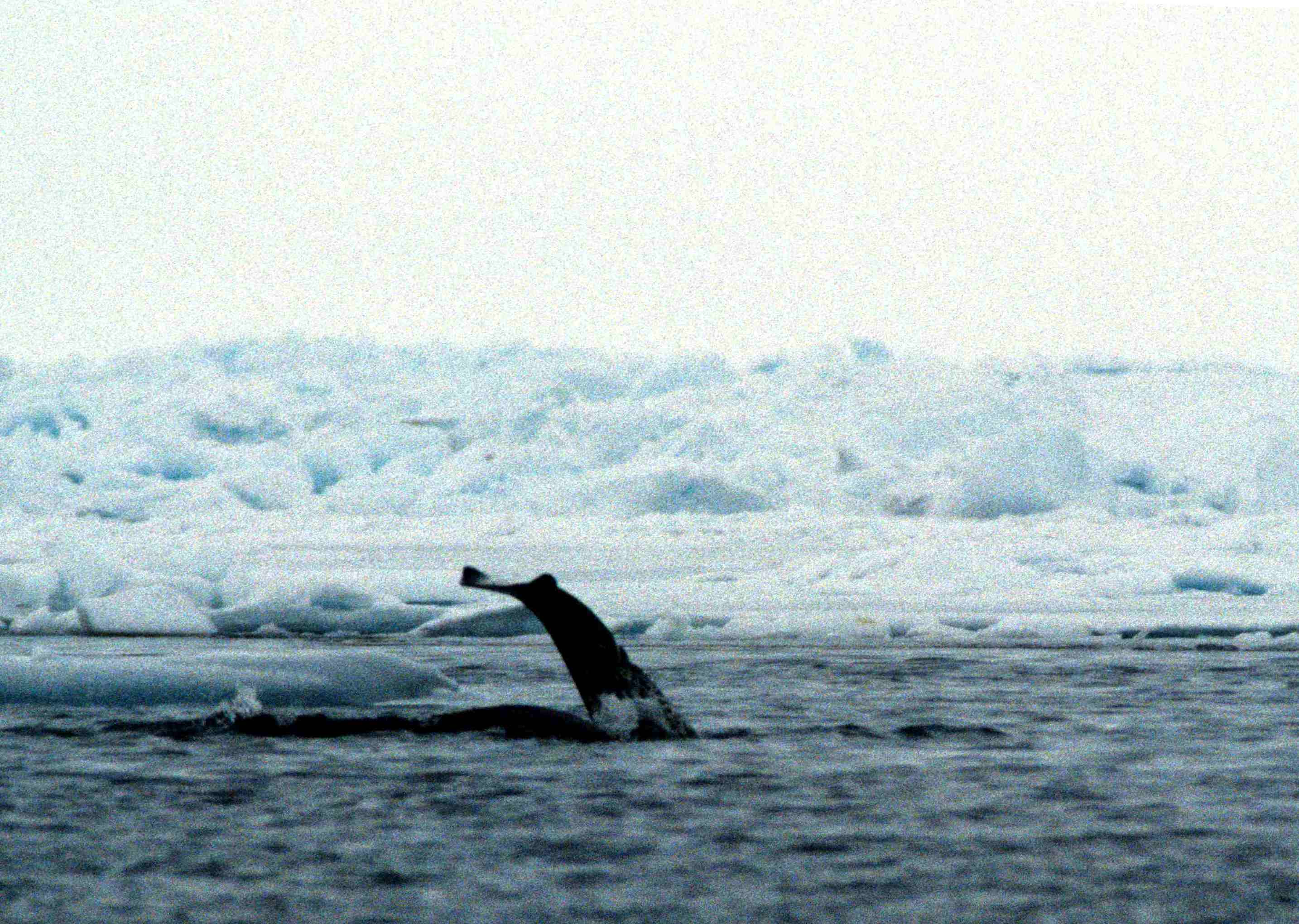
在巴芬灣冰間湖出現的一角鲸

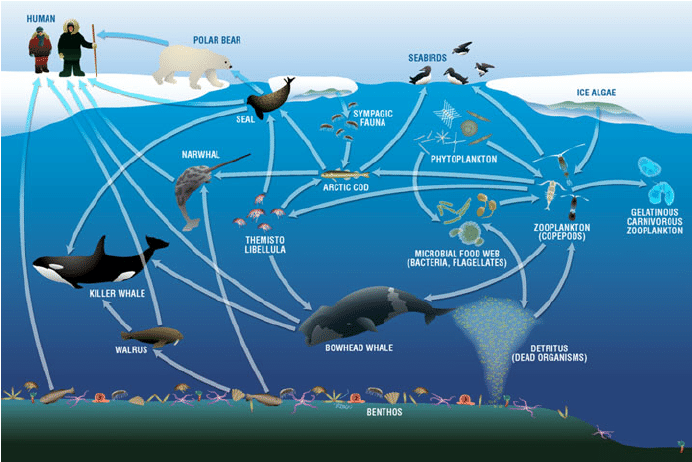
北冰洋水體的食物網示意圖，最底層的生物浮游植物之所以能夠存活，全因冰間湖能供給陽光的能量

部分冰間湖，例如加拿大和格陵蘭之間的北水冰間湖每年都會季節性地在同一時間和地點生成。動物可以根據這規律調整自己的生活習慣，也因如此，冰間湖具有特殊的生態研究意義。而在湖水冰封的冬季，不往南遷居的海象、白鯨和獨角鯨等海洋哺乳動物仍留在當地。另外，北極熊能夠在冰間湖的開放水域中最遠可游65（35海里）的距離。

### 藻華
若滿佈浮冰的水體內存在開放水域，則有可能出現局部的海洋藻華，又稱冰間湖藻華。儘管海冰底部也時常可見藻類床的蹤影，但冰間湖開放水域的浮游植物生長速度要快許多。冰間湖藻華的主要生存條件為陽光和養分。具體來說，海冰越少就越能讓光合作用的必要元素——光更快地穿透至水中，使得其浮游植物的茂密程度要比周圍被冰覆蓋的水域來得更高。除此之外，冰間湖的形成往往與上升流有關，而上升流會將富營養的水從海底帶到水面。養分大規模流入，加上光照水平增加正正利好冰間湖藻華的生成。

### 生態生產力
一般情況下，冰間湖比周邊水體具有更多的浮游植物，而具有更高的生態生產力。由於浮游植物為海洋生物食物網的初級生產者之一的關係，冰間湖也因此成為魚類、鳥類和海洋哺乳動物等多種生物的重要食物來源。以下是幾個顯示出冰間湖對極地生物群系的重要性例子：
- 海豹的死亡率在羅斯海冰間湖冰封期間明顯上升[13]
- 在南極洲東部，91%的阿德利企鵝群落與沿海冰間湖相連，且冰間湖的大小通常與群落大小成正比[16]
- 麥克默多灣冰間湖為企鵝們提供一個可以覓食的無冰區域，也直接影響了羅德斯角企鵝群的存亡[17]
- 與冰間湖藻華息息相關的碳以海雪的形式從水面一直往下沉降，為海底生物界的豐富底棲生物體系帶來所需的營養[18]

## 對人類的作用
冰間湖對在高緯度地帶生活的人們來說至關重要，比如世上最大且具最高生態生產力的北極冰間湖——北水冰間湖為凱恩灣至兰开斯特海峡沿海貧瘠地區的重要食物來源，使該範圍內的城鎮能在歷史長河中延續數千年之久。除此之外，它有可能是4500年前最初定居在格陵蘭的原始人遷移到今加拿大北部地區的陸橋所在地，同時也有跡象表明北水冰間湖在歷史上曾是圖勒人、诺斯人、因紐特人和西方探險家的獵場。如今格陵蘭最北端的城鎮群卡納克（圖勒）、凱凱塔特、薩維斯維克與西奧拉帕盧克則有賴該冰間湖才得以存在。

## 北極航行
當美國海軍潛艇在1950和60年代前往北極探勘時，「如何穿越北冰洋那厚厚的浮冰？」是一直困擾著他們的事情。1962年，鰩魚號和海龍號潛艇在北極一大型冰間湖內同時浮出水面，達成美國大西洋艦隊和太平洋艦隊的首次極地會師。

## 外部連結
- Polar cyclones at the origin of the reoccurrence of the Maud Rise Polynya in austral winter 2017 (NOW) （页面存档备份，存于） at American Geophysical Union
- International North Water Polynya Study (NOW)，存档于（存檔日期 11 February 2009）
- Polynya north of Alaska （页面存档备份，存于） at NASA Earth Observatory